# La Fantana
La Fantana je uslužna kompanija u oblasti distribucije vode pomoću aparata za hlađenje. Proizvodnju i flaširanje vode La Fantana obavlja u sopstvenoj fabrici koja se nalazi u Mitrovom Polju, blizu Aleksandrovca Župskog, gde se prirodna, negazirana mineralna voda puni u polikarbonatne, povratne boce od 11 i 19 litara. La Fantana je član Evropskog udruženja za aparate za hlađenje vode (engl. Watercoolers Europe).

## Istorijat kompanije
Kompaniju La Fantana osnovao je švedski investicioni fond Oresa Ventures u maju 2004. godine.
U novembru 2006. godine, otvorena je La Fantana fabrika za flaširanje vode u Mitrovom polju.
Godine 2007. Innova Capital, jedan od vodećih investicionih fondova u Centralnoj Evropi, postaje novi većinski vlasnik La Fantane.

## La Fantana fabrika
La Fantana fabrika vode se nalazi u mestu Mitrovo Polje, smeštenom u neposrednoj blizini Aleksandrovca Župskog. Mitrovo Polje pripada kopaoničkom basenu i nalazi se na obroncima planine Željin, u delu gornjeg toka reke Rasine. La Fantana fabrika vode počela je sa radom početkom novembra 2006. godine. Ukupna površina kompleksa fabrike iznosi 8064 m2, dok se pod objektima nalazi 1991 m2.

### Kontrola kvaliteta i sertifikati
Sanitarnu saglasnost za objekat za flaširanje La Fantana prirodne negazirane mineralne vode izdala je Sanitarna inspekcija Ministarstva zdravlja i zaštite životne okoline 12. septembra 2006. godine, pod brojem 530-2560/2006-04. Sertifikat o kvalitetu i higijenskoj ispravnosti La Fantana prirodne negazirane mineralne vode izdao je Zavod za javno zdravlje Kruševac pod brojem M174/13 od 06. juna 2013. godine. La Fantana poseduje HACCP sertifikat za sisteme bezbednosti hrane koji je 27. novembra 2014. godine pod brojem MS204514 izdala sertifikaciona kuća MS Certification.

## Spoljašnje veze
- Ministarstvo zdravlja Republike Srbije
- Zavod za javno zdravlje Kruševac